# Amy Rodriguez
Pour les articles homonymes, voir Rodriguez.
Amy Joy Rodriguez  (née le 17 février 1987 à Beverly Hills, en Californie) est une joueuse de soccer américaine évoluant au poste d'attaquante.  Elle est membre de l'Équipe des États-Unis de soccer féminin.

## Carrière

### En club
Sa famille est originaire de Cuba. Rodriguez commence son soccer amateur au Santa Margarita Catholic High School, où elle est élue All-American en 2003 et 2004. Elle est recrutée par l'Université de Californie du Sud et joue pour l'équipe universitaire de soccer féminin, les Trojans d'USC, de 2005 à 2008. En 2007, Rodriguez conduit les Troyens au Championnat national de la première division NCAA. Elle termine sa carrière universitaire au quatrième rang de tous les temps au chapitre des buts (31) et les points (79) de l'histoire de la NCAA.

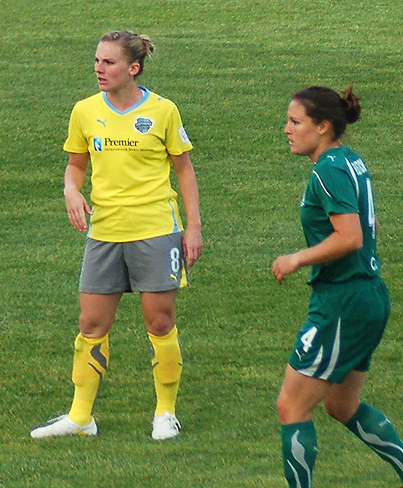
Amy Rodriguez (à gauche) jouant pour Philadelphia Independence.

Une fois ses études universitaires terminées, Rodriguez signe en 2008 avec les West Coast FC dans la Women's Premier Soccer League. Cependant, une sérieuse blessure d'Abby Wambach propulse Rodriguez dans l'équipe nationale des États-Unis féminine aux Jeux olympiques d'été de 2008 et elle n'est jamais apparue à aucun match pour West Coast FC.
Lors de la création de la Women's Professional Soccer, Rodriguez est repêché par Boston Breakers. Dans la saison 2009 Rodriguez joue 17 matchs (11 titularisations, 982 minutes) et marque un seul but. Ce qui est très décevant. À la fin de la saison, le 29 septembre 2009,  Rodriguez est échangée à la nouvelle équipe d'expansion Philadelphia Independence. Avec Philadelphie, sa carrière repart et elle s'impose comme l'une des meilleures attaquantes de la ligue. Elle est nommée la joueuse WPS du mois de juin 2010. Son équipe termine 2e au classement de la saison et se rend jusqu'en finale où Philadelphia Indepence est battue en match de championnat par le Fc Gold Pride.
Le 11 janvier 2013, elle est mise à disposition du Seattle Reign FC, jouant dans la nouvelle National Women's Soccer League.

### En sélection nationale
Rodriguez joue pour plusieurs équipes nationales de jeunes des États-Unis : elle participe entre autres au Championnat du monde des moins de 20 ans 2004 en Thaïlande et au Championnat du monde des moins de 20 ans 2006 en Russie, ainsi qu'à la Coupe Nordic 2005 en Suède. 
La première apparition de Rodriguez dans l'équipe nationale senior des États-Unis a lieu le 11 mars 2005 contre la Finlande lors de l'Algarve Cup 2005. En 2008, elle participe à quatre des cinq matchs aux Jeux olympiques d'été de 2008, où elle marque un but contre la Nouvelle-Zélande. 
Rodriguez participe à la Coupe du monde féminine 2011 en Allemagne, où les Américaines sont finalistes.
Elle fait partie de l'équipe américaine championne olympique aux Jeux olympiques d'été de 2012.

### Vie personnelle
Elle épouse Adam Shilling le 8 octobre 2011. Ensemble, ils ont eu un enfant : un garçon, prénommé Ryan John né le 6 août 2013.